# Mouvement San Isidro
Le Mouvement San Isidro est un groupe d’artistes, de journalistes et d’universitaires cubains formé en 2018 pour protester contre la censure de l’expression artistique par le gouvernement à Cuba. Connus en espagnol sous le nom de Movimiento San Isidro ou MSI, les membres du groupe ont organisé des manifestations, des spectacles et des interventions qui ont abouti à des arrestations et à des actions de représailles de la part du gouvernement cubain.

## Présentation
Le groupe s’est formé en septembre 2018 en réaction au décret 349, une loi cubaine qui visait à exiger que l’activité artistique soit autorisée à l’avance par le ministère cubain de la Culture. Le groupe a pris son nom du quartier de San Isidro à La Havane, où il a été formé ,. 

### Membres du mouvement et soutiens
Luis Manuel Otero Alcántara est un des leaders du mouvement San Isidro .
Plusieurs groupes d'opposition au régime castriste soutiennent le mouvement comme  José Daniel Ferrer, leader de l’Union patriotique de Cuba  ou Berta Soler,  du groupe des Dames en blanc .

### Interventions
À la suite de l'arrestation du rappeur cubain Denis Solis, membre du mouvement San Isidro, plusieurs membres du mouvement se retranchent dans une maison du quartier San Isidro, certains engagent une grève de la faim pour demander la libération de Denis Solis . L'écrivain Carlos Manuel Álvarez vient soutenir le Mouvement dans cette protestation.
En février 2021, parait le vidéo clip Patria y vida enregistré à La Havane et à Miami, deux rappeurs cubains, Maykel Osorbo et El Funky,  membres du mouvement, en sont les interprètes aux côtés de Yotuel Romero, Descemer Bueno, et du  duo du groupe Gente de Zona (Randy Malcom et Alexander Delgado) .  Luis Manuel Otero Alcántara apparait dans Patria y vida serrant un drapeau cubain au coté du rappeur Maykel Osorbo. Il indique au média indépendant 14ymedio que ce clip permet « d'attirer l'attention sur la société, les Noirs du quartier San Isidro, les Noirs du quartier Cerro, ceux qui se dressent en files interminables », le clip doit participer à un projet de reconstruction de Cuba avec les Afro-Cubains . 
En mars 2021, le Mouvement San Isidro organise la plateforme Patria y vida pour appeler à un dialogue national , le mouvement souhaite y associer le gouvernement cubain .

## Réactions

### Gouvernement cubain
Par l'intermédiaire de Granma, le quotidien du Parti communiste, les autorités cubaines définissent le Mouvement San Isidro comme le « centre d'un show médiatique orchestré par le réseau de médias au service des intérêts des États-Unis ». Ses membres sont décrits comme des « délinquants et des individus de basse morale » .
En juin 2022, Luis Manuel Otero Alcántara et Maykel Castillo Pérez sont condamnés respectivement à cinq et neuf ans de prison.

### Parlement européen
En juin 2021, le Parlement européen reconnait dans une résolution l'« existence de prisonniers politiques, la persécution politique persistante et permanente, les actions de harcèlement et les détentions arbitraires de dissidents » à Cuba et appelle à une libération de tous les prisonniers dont ceux du Mouvement San Isidro arrêtés le 30 avril,.

## À voir